# André Couto

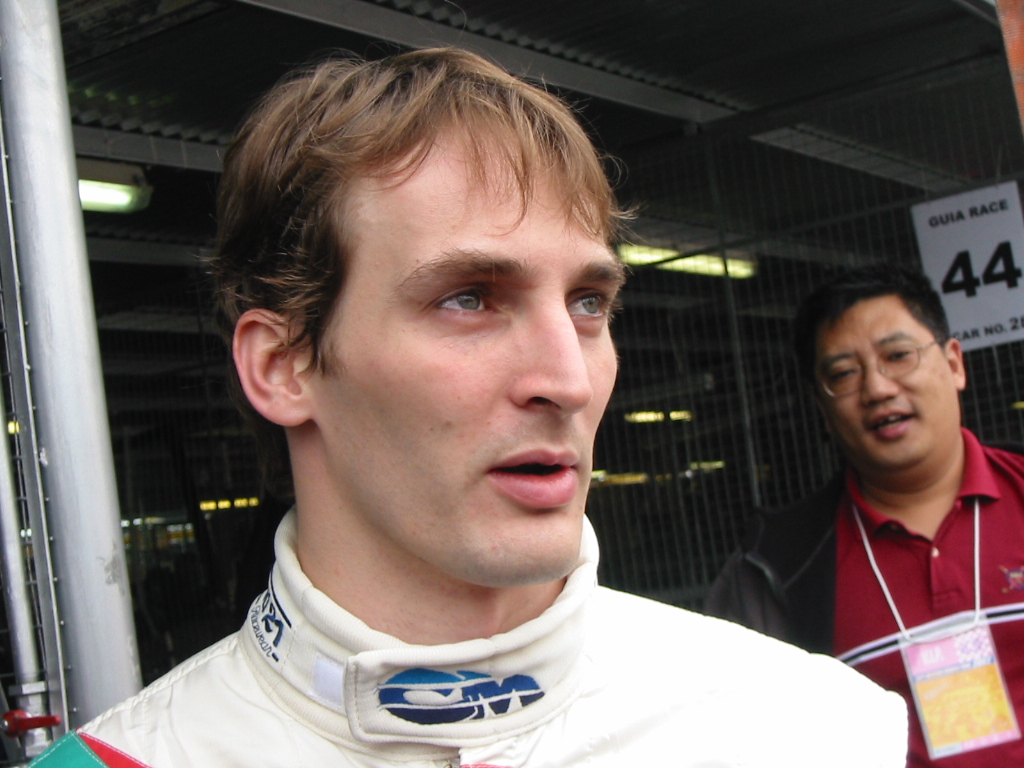
André Couto (2002)

André Couto (* 14. Dezember 1976 in Lissabon) ist ein portugiesisch-macauischer Autorennfahrer. Er tritt mit einer Rennlizenz aus Macau an.
Er gewann 2000 den Macau Grand Prix. Von 2004 bis 2011 startete er in der Super GT und nahm von 2005 bis 2011 jeweils an einer WTCC-Veranstaltung teil.

## Karriere
Couto begann seine Motorsportkarriere 1991 im Kartsport, in dem er bis 1994 aktiv war. 1995 wechselte er in den Formelsport und trat in der Formula Opel Euroseries an. Er gewann ein Rennen und wurde Fünfter in der Meisterschaft. Darüber hinaus beendete er den Macau Grand Prix als Sechster. 1996 wechselte Couto in die deutsche Formel-3-Meisterschaft zum Prema Powerteam. Er stand bei einem Rennen auf dem Podium und wurde 13. in der Fahrwertung. Darüber hinaus trat er eine halbe Saison in der italienischen Formel-3-Meisterschaft an. Dabei gewann er zwei Rennen und belegte den siebten Gesamtrang. Beim Macau Grand Prix wurde er Achter. 1997 trat Couto für das Prema Powerteam nur in der italienischen Formel-3-Meisterschaft an. Dabei gewann er zwei Rennen und wurde Vizemeister hinter Oliver Martini. Beim Macau Grand Prix kam er auf dem fünften Platz ins Ziel.
1998 wechselte Couto in die internationale Formel-3000-Meisterschaft, in der er abermals für das Prema Powerteam antrat. Mit drei fünften Plätzen als beste Resultate wurde er Elfter in der Fahrerwertung. Seine Teamkollegen Paolo Ruberti und Thomas Biagi, die jeweils eine halbe Saison bestritten, blieben punktelos. Den Macau Grand Prix beendete er als Siebter. 1999 bestritt Couto seine zweite Saison in der Formel 3000 für Apomatox, die in dieser Saison als Gauloises Junior antraten. Sein Teamkollege war Stéphane Sarrazin. Mit einem dritten Platz in Barcelona stand er erstmals auf dem Podium. Weitere Punkteplatzierungen blieben allerdings aus. Während Sarrazin Vierter wurde, schloss Couto die Meisterschaft auf dem 13. Platz ab. Beim Macau Grand Prix startete er erstmals nicht mehr für das Prema Powerteam, sondern für das Opel Team BSR und kam nicht ins Ziel. 2000 blieb Couto bei Apomatox/Gauloises Junior und erhielt mit Sébastien Bourdais einen neuen Teamkollegen. Auf dem Nürburgring erzielte er als Dritter eine weitere Podest-Platzierung. Wie im Vorjahr blieb er jedoch in den anderen Rennen ohne Punkte und wurde von seinem Teamkollegen geschlagen. Couto wurde 18. in der Meisterschaft. In diesem Jahr gelang es ihm, im sechsten Versuch den Macau Grand Prix für sich zu entscheiden. Couto ist der erste und bisher einzige macauische Rennfahrer, der dieses Rennen gewann.
2001 verließ Couto Europa und zog nach Japan. Dort trat er in der Formel Nippon an und wurde Elfter in der Meisterschaft. Darüber hinaus machte er seine ersten Erfahrungen im GT-Sport in der japanischen GT-Meisterschaft. Dort gewann er ein Rennen und beendete die Meisterschaft als 17. 2002 kehrte Couto nach Europa zurück. Er startete in der World Series by Nissan und wurde mit vier Podest-Platzierungen Siebter. 2003 wechselte Couto in die Tourenwagen-Europameisterschaft (ETCC) und belegte den 18. Platz in der Meisterschaft.

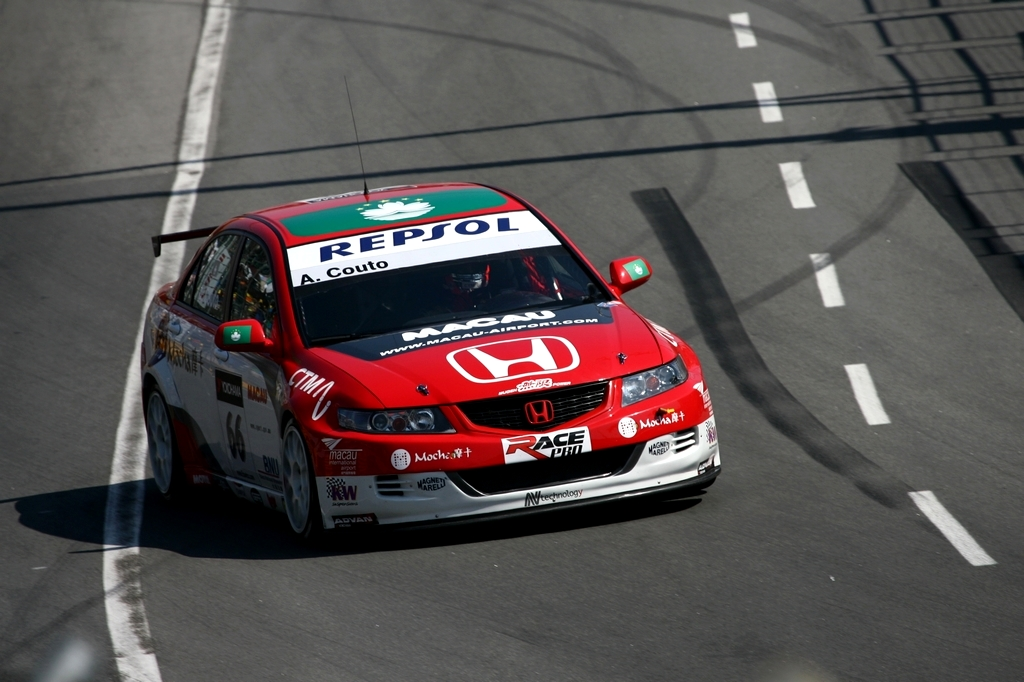
Couto beim WTCC-Rennen in Macau 2008 in einem Honda Accord Euro R

2004 kehrte Couto in die japanische GT-Meisterschaft zurück. Er gewann ein Rennen und wurde zusammen mit seinem Teamkollegen Jérémie Dufour Vizemeister. 2005 blieb Couto in dieser Meisterschaft, die ab dieser Saison Super GT hieß. Bis 2008 fuhr er in einem Fahrzeug von Toyota. Seine beste Gesamtplatzierung in dieser Zeit war der 15. Rang 2007. Darüber hinaus nahm Couto in diesem Zeitraum jeweils an der Veranstaltung der Tourenwagen-Weltmeisterschaft (WTCC) in Macau teil. Er startete zwei Mal für Alfa Romeo und jeweils einmal für Seat und Honda. Seine beste Platzierung dabei war ein Siebter Platz 2006.
Von 2009 bis 2011 trat Couto in einem Lexus in der Super GT an und nahm in einem Seat/SR-Leon jeweils an der WTCC-Veranstaltung in Macau teil.

## Persönliches
Coutos Sohn Afonso erkrankte 2009 im Alter von sechs Jahren an Leukämie. Einige WTCC-Piloten bewarben daher die Aktion saveafonso.com, die auf die Krankheit aufmerksam machen sollte. Er erhielt im Mai eine Knochenmarkspende, starb allerdings im November 2010 im Alter von sieben Jahren an den Folgen der Leukämie.

## Karrierestationen
| - 1991–1994: Kartsport - 1995: Formula Opel Euroseries (Platz 5) - 1996: Italienische Formel 3 (Platz 7) - 1996: Deutsche Formel 3 (Platz 13) - 1997: Italienische Formel 3 (Platz 2) - 1998: Formel 3000 (Platz 11) - 1999: Formel 3000 (Platz 13) - 2000: Formel 3000 (Platz 18) - 2001: Formel Nippon (Platz 11) | - 2001: Japanische GT-Meisterschaft (Platz 17) - 2002: World Series by Nissan (Platz 7) - 2003: ETCC (Platz 18) - 2004: Japanische GT-Meisterschaft (Platz 2) - 2005: Super GT (Platz 28) - 2005: WTCC - 2006: Super GT (Platz 23) - 2006: WTCC (Platz 23) - 2007: Super GT (Platz 15) | - 2007: WTCC - 2008: Super GT (Platz 21) - 2008: WTCC - 2009: Super GT (Platz 14) - 2009: WTCC - 2010: Super GT (Platz 12) - 2010: WTCC - 2011: Super GT (Platz 14) - 2011: WTCC |